# Ајкула са нежним срцем
Ајкула са нежним срцем је бајка коју је написао Иван Ивањи, српски књижевник и преводилац јеврејског порекла.

## О бајци
Главни лик је необична ајкула која је имала нежно срце. Није желела да лови и уништава рибљи свет па је постала вегетаријанац. Хранила се алгама и биљним светом, али није дирала рибе ни морске животиње. Једном је чак и ослободила сардину која је била прикљештена каменом. Чак је и одлучила да јој се поваде сви зуби како не би имала застрашујући изглед. После бродолома је успела и да спасе децу која су се закачила за њена пераја. Кроз ову причу се упознаје водени свет, као и  особине како животиња, тако и људи. Обично се сви плаше различитости коју чак не могу ни да схвате да постоји.

### Читаоци
Намењена је узрасту од 10 до 12 година.